# Дмитренко, Александр Владимирович
Алекса́ндр Влади́мирович Дмитре́нко (род. 11 января 1988, Тольятти) — российский спортсмен, мастер спорта международного класса по кикбоксингу (версия WAKO), чемпион мира 2021г (раздел К1),чемпион Всемирных игр боевых искусств 2013 года, бронзовый призёр чемпионата мира 2015 года, серебряный призёр чемпионатов Европы 2014 и 2016 гг., чемпион мира среди юниоров 2005 года, победитель международных турниров, многократный чемпион России.

## Биография
Воспитывался матерью, которую, насмотревшись фильмов с участием Чака Норриса и Жан-Клода ван Дамма, упросил отдать его в секцию единоборств. Попал в секцию по кикбоксингу спортивного клуба «Боевые перчатки», где его тренером стал Олег Викторович Мельниченко. Под его руководством Александр и тренировался все годы.
Первое серьезное достижение — победа на юниорском первенстве России в Ступино в 2003 году. В дальнейшем побеждал и на юниорских, и на взрослых дисциплинах в разделах лоу-кик, фулл-контакт и К1.
В 2013 году на Всемирных играх боевых искусств стал победителем в весовой категории до 91 кг, при том, что собственный вес Александра составлял всего 84 кг.
Также принимал участие в других видах единоборств, в основном в то время, когда не было соревнований по кикбоксингу. В боксе стал чемпионом России среди юношей, участвовал и во взрослых чемпионатах страны. Стал третьим на чемпионате России по армейскому рукопашному бою, проходившему в Тольятти в 2010 году. Выиграл чемпионат МВД по рукопашному бою, в котором принимал участие как студент Самарского юридического института ФСИН России.

## Спортивные достижения
- Победитель Всемирных игр боевых искусств 2013 (весовая категория 91 кг, фулл-контакт)[1].
- Серебряный призёр чемпионата Европы 2014 (86 кг, К-1)[2], 2016 (81 кг, K1)[3]
- Чемпион России 2014 (весовая категория до 86 кг, К-1)[4], 2015 (81 кг, К-1)[5]
- обладатель Кубка России 2012 (86 кг, фулл-контакт с лоу-киком)[6]
- Серебряный призёр чемпионата России 2014 (весовая категория 86 кг)[7].
- Серебряный призёр первенства мира (WAKO) 2006 (75 кг, лоу-кик)[8].
- Чемпион России среди юниоров (75 кг) 2005[9].